# Яна (співачка)
Драгана Станоєвич Тодорович (Яна) (нар. 15 березня 1974, Приштина, СФРЮ) — сербська поп-фолк співачка.

## Життєпис
Її кар'єра розпочалася у чотирнадцять років, коли вона одного разу зі своїми батьками та братом (який грав на акордеоні) відвідала відому кафану в місті Обіліч. Під час вечері вона взяла мікрофон і, сором'язливо повернувшись спиною до публіки, під бурхливі оплески почала співати «Чому ти мене питаєш?» Шемси Сулякович.
Після закінчення музичної академії імені Стевана Мокранця у Приштині вона записала альбом у 1992 році, який провалився. Вона повернулася до виступів у кафанах по всьому Косово, а потім зробила невелику перерву у співі через розчарування в останньому альбомі.
Має брата Деяна і сестру Данієлу.

## Дискографія
- Имам моћ (1992)
- Соколица (1998)
- Пролазница (1999)[4]
- Остави ми другове (2000)[5]
- Превара до преваре (2001)
- Јана 5 (2002)
- Које ли су боје њене очи (2003)
- Не питај (2005)
- Кући, кући (2007)
- Јана (2011)